# 澳門巴士4路線
澳門巴士4路線是由新福利經營，往返筷子基和新馬路的巴士路線。

## 簡介及歷史
- 本線於1954年2月7日已開設（當時尚未有路線編號），由福利經營。由於當時路線在澳門中區呈環型順時針行走，故被稱作小環市。途經沙梨頭、永樂戲院、鏡湖馬路、亞豐素街、荷蘭園、水坑尾、南灣大馬路、新馬路，返回十八號碼頭（港澳碼頭）。乘客到十八號碼頭後可免費轉乘一次本線。

- 1966年4月20日，因荷蘭園及士多紐拜斯大馬路改為單行道，走線改經沙嘉都喇街及士多紐拜斯大馬路。

- 1974年9月7日，於沙嘉都喇街站加入十秒「硬性停車站」，以解決飛站問題。

- 1978年8月，全線車隊均安裝風閘，並實行「前門上車，中門落車」。

- 1984年1月，因鏡湖馬路改為單行道，本線由十八號碼頭開出至提督馬路後需改經高士德，再右轉連勝馬路至沙嘉都喇街。

- 1986年9月，因政府更改新橋區多條道路的行車方向（其中連勝馬路改為單行道），本線改經三盞燈及亞利鴉架街，但改道當天因違泊私家車影響，導致本線車輛於轉彎位被塞住。同時，總站由原來的十八號碼頭改為司打口。

- 1987年3月，為實行「大巴行大道」政策，本線不再行經新橋區，改為行經全段高士德。

- 1989年5月3日，總站再次遷往原來的十八號碼頭。

- 1990年8月15日，因應筷子基區的發展需要，故延長至筷子基，同時改為全空調服務。

- 2016年1月16日，調整本線服務時間為06:00-00:10，班距為6-12分鐘。 [1]

- 2016年4月23日，取消停靠“沙梨頭海邊街”站、“提督／紅街市”站、“蓮峰游泳池”站、“第二警司處”站及“白朗古／跑狗場”站，改停靠新設的“林茂／澳門遊艇會”站。[2]

- 2016年4月27日，新增停靠位於林茂海邊大馬路近運順新邨的臨時站。[3]

- 2016年5月7日，上述臨時站改為永久實施，並命名為“林茂／運順新邨”。

- 2017年6月1日，本線調整例假日班距，由8-12分鐘改為尖峰12-15分鐘、離峰15-20分鐘。[4]

- 2019年4月6日，為配合“內港北雨水泵站箱涵渠建造工程”，暫不停靠“十六浦”站。

- 2019年7月27日起，“水上街市”站改名為“沙梨頭街市”。

- 2019年8月31日起，因“內港北雨水泵站箱涵渠建造工程”已完工，本線恢復原線停靠。

- 2022年7月11日至17日，因實施「全澳相對靜止管理」措施，本線暫停營運。[5]

- 2022年7月18日至22日，因宣佈延長“相對靜止管理”措施，本線維持上述措施。[6]

- 2022年7月23日起，因“相對靜止管理”結束，本線恢復營運。[7]

- 2022年8月6日至30日，因應市政署開展“雅廉訪大馬路排洪雨水管道下游管段擴容工程”，暫不停靠「提督馬路／雅廉訪」、“幸運閣”、“雅廉花園”，並改停靠“高士德／連勝”、“高士德／賈伯樂”。[8][9]

- 2023年7月3日起，為理順和明確巴士站名稱，“新馬路／永亨”站改名為“新馬路／華僑”。[10]

## 使用車輛
- 本線在福利時代，主要採用從英國購入的二手Bristol L5G（1939年-1950年出廠）及Bristol LS5G（1950年代出廠）行駛。1989年上述2款車退役後，改為以亞比安及ISUZU JCR460（兩者皆無空調設備）行駛。

- 1990年起，本線改為全空調服務，因為當時新福利FUSO大巴已全部用作行駛3路線及5路線，而無空調的ISUZU則進行「普改冷」工程，本線改為採用三菱Rosa及日產Civilian小巴行駛，當中以前者佔多數。隨著本線客量上升，新福利陸續投放較大型的巴士型號投放本線，最初會間中派出三菱FUSO大巴、平治O814和猛獅13.230巴士行走，後來大量引入蘇州金龍KLQ6930G（9.3米）型中巴而改用此為主要用車，1989年三菱FUSO大巴在晚年更曾行駛本線。三菱ROSA小巴仍間中行駛本線。

- 在巴士專營權重整後，因應5路線改以丹尼士飛鏢SLF11米大巴為主要用車，本線開始以丹尼士飛鏢SLF10米中巴為主。

- 蘇州金龍KLQ6930G中巴（K71-K85）在2012年起逐漸改為包車用途，由蘇州金龍KLQ6101GE3復出取代。

- 因應交通事務局於15部丹尼士飛鏢安裝視障助乘發聲器裝置，便利於視障人仕上車，本線開始全線使用該款巴士，而原本行走本線的蘇州金龍KLQ6101GE3則改為行走25X線為主，當丹尼士飛鏢數目不足甚至會優先抽調9A路線的丹尼士飛鏢行駛，不過本線間中出現蘇州金龍10.5米。

- 交通事務局曾於2020年2月10日至16日要求新福利轉用三菱Rosa小巴，但新福利以車廂小不利防疫理由，暫停轉換車型的決定。

2022年12月前：
- 蘇州金龍KLQ6960GQE5

2022年12月起：
- 蘇州金龍KLQ6106GHEV

2023年3月31日起：
- 蘇州金龍KLQ6106GHEV
- 蘇州金龍KLQ6956GHEV

2023年4月3日起：
- 蘇州金龍KLQ6106GHEV

2023年4月21日起：
- 蘇州金龍KLQ6956GHEV

2023年8月4日：
- 蘇州金龍KLQ6106GHEV
- 蘇州金龍KLQ6956GHEV

2023年8月5日起：
- 蘇州金龍KLQ6106GHEV

2023年10月29日起：
- 蘇州金龍KLQ6106GHEV
- 中通LCK6980SHEVG

2025年1月起：
- 蘇州金龍KLQ6106GHEV

## 電牌
| 往筷子基方向      | 往筷子基方向 | 往筷子基方向 |
| 日期              | 頭牌         | 圖例         |
| ----------------- | ------------ | ------------ |
| 開線至今          | 筷子基       |              |
| 往中區方向        |              |              |
| 日期              | 頭牌         | 圖例         |
| 開線至今          | 新馬路       |              |
| 2023年2月4日至5日 | 水坑尾       |              |

## 路線資料

### 收費
| 收費類別     | 收費類別                      | 收費類別             | 費用 |
| ------------ | ----------------------------- | -------------------- | ---- |
| 現金         | 現金                          | 現金                 | $6.0 |
| 境外支付工具 | 支付寶（內地及香港）          | 支付寶（內地及香港） | $6.0 |
| 境外支付工具 | 雲閃付 非綁定澳門銀聯卡       |                      | $6.0 |
| 境外支付工具 | 微信支付（內地及香港）        |                      | $6.0 |
| 境外支付工具 | 交通聯合 非澳門發行的全國通卡 |                      | $6.0 |
| 境內支付工具 | 澳門通                        | 全民卡               | $3.0 |
| 境內支付工具 | 澳門通                        | 學生卡               | $1.5 |
| 境內支付工具 | 澳門通                        | 長者卡               | 免費 |
| 境內支付工具 | 澳門通                        | 殘疾卡               | 免費 |
| 境內支付工具 | 聚易用＋                      | 聚易用＋             | $3.0 |

### 服務時間及班距
| 服務時間                     | 服務時間   | 星期一至六  | 星期日 （含公眾假期） |
| ---------------------------- | ---------- | ----------- | --------------------- |
| 筷子基總站                   | 筷子基總站 | 06:00-00:10 | 06:00-00:10           |
| 班距                         | 尖峰       | 8-10分鐘    | 12-15分鐘             |
| 班距                         | 離峰       | 12-18分鐘   | 15-18分鐘             |
| 懸掛8號風球後1小時開出尾班車 |            |             |                       |

### 路線停站
| 4    | 筷子基 ↺ 新馬路 | 筷子基 ↺ 新馬路  |
| 序號 | 循環線          | 循環線           |
| 序號 | 站號            | 站名             |
| 1    | M26/2           | 筷子基總站       |
| 2    | M10/2           | 台山街市         |
| 3    | M16/2           | 提督馬路／雅廉訪 |
| 4    | M101            | 幸運閣           |
| 5    | M90             | 雅廉花園         |
| 6    | M73/2           | 得勝花園         |
| 7    | M152            | 塔石廣場         |
| 8    | M146            | 水坑尾／方圓廣場 |
| 9    | M173/1          | 約翰四世大馬路   |
| 10   | M134            | 新馬路／華僑     |
| 11   | M132/2          | 十六浦           |
| 12   | M129            | 沙梨頭街市       |
| 13   | M128            | 林茂／澳門遊艇會 |
| 14   | M130            | 林茂／運順新邨   |
| 15   | M26/2           | 筷子基總站       |

## 客量
- 本線初期沒太多競爭對手時，客量不太差。但後來多條路線投入服務，令本線競爭較大。往程大部分路段要跟8A競爭，雅廉花園站後要跟19路線競爭，得勝花園站後要跟18、18A競爭；返程則跟3、3X、26、26A、33競爭。本線與這些路線相比，班距不太頻密，這些路線很容易搶走本線乘客，雖然8A、18通常比編定班距疏落，但競爭對手的19路線班距比本線更頻密，返程的33路線則比本線頻密得多。本線只有筷子基總站一帶往返中區的獨有位置，幸好這些地方住宅林立，對新馬路區有較大通勤需求。而本線比8A、19、33停站較少，有時會吸引一些想快的乘客坐。本線在尖峰時段客量較佳，但離峰時段客量一般。
- 後來，由於維澳蓮運班次不足，沙梨頭往關閘方向的1、3路線經常在尖峰時段難以登車。故有不少乘客改搭本線，在蓮峰游泳池或台山街市換乘其他路線前往關閘。
- 自從4路線返程改經林茂塘後，客量有稍為下降。
- 根據2020年公報，本線在2019年度尖峰時段共開出37,983班次，乘車人次為1,622,115人次，平均每班接載42.4人次。

## 圖片集

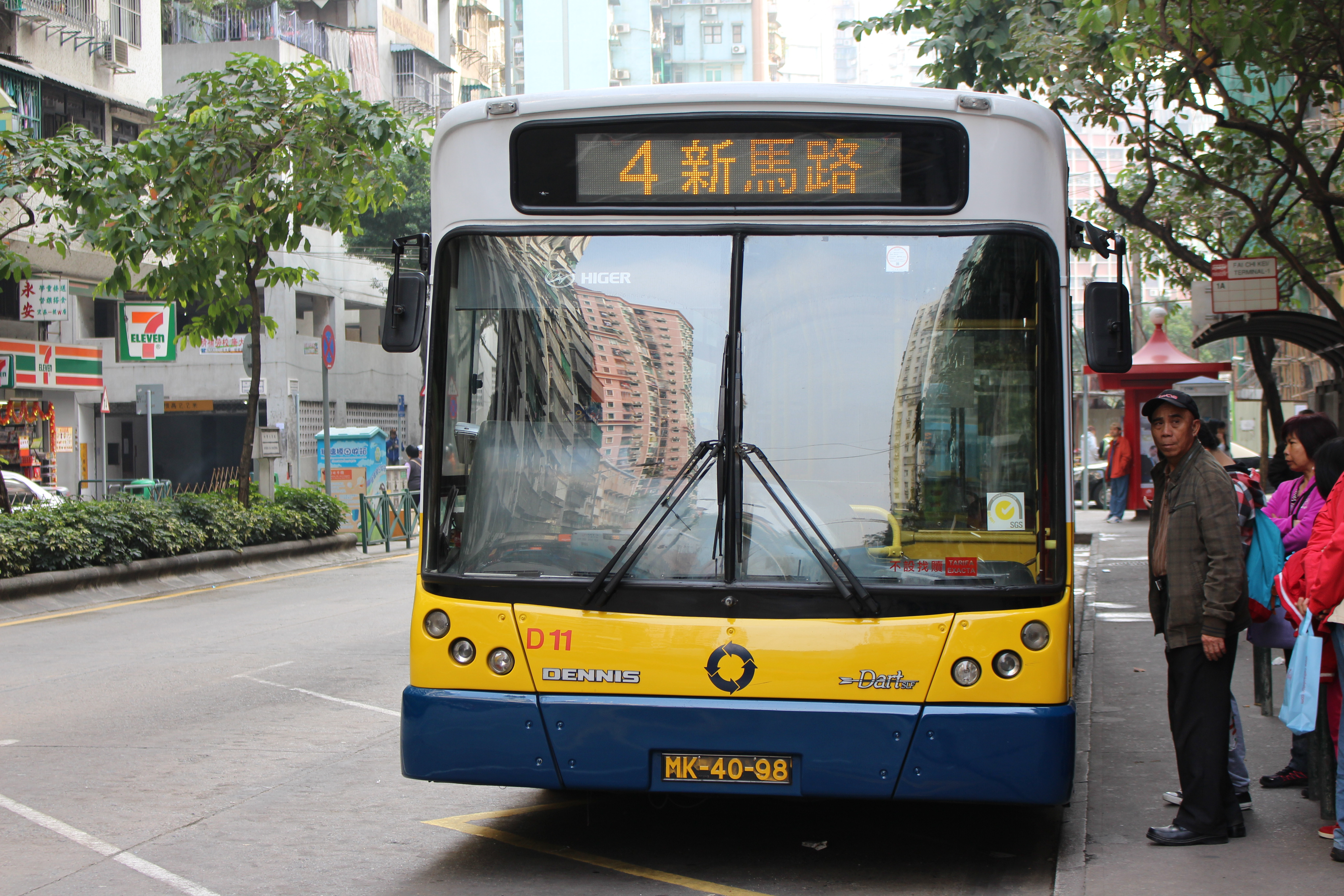
丹尼士飛鏢SLF
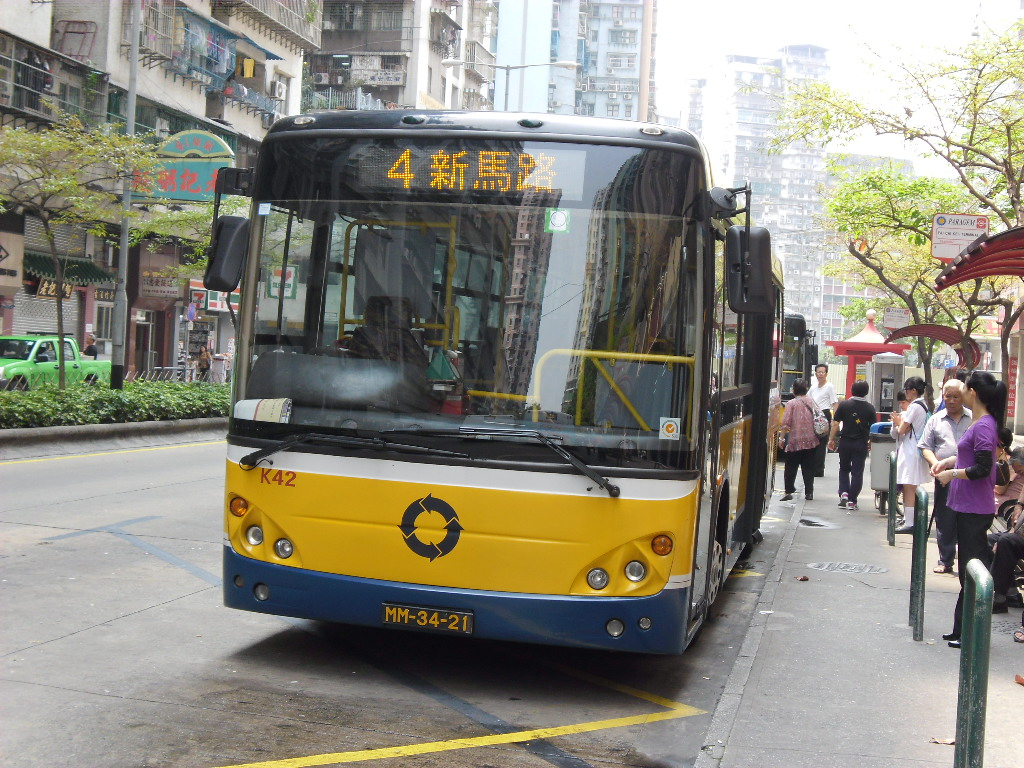
蘇州金龍KLQ6930G
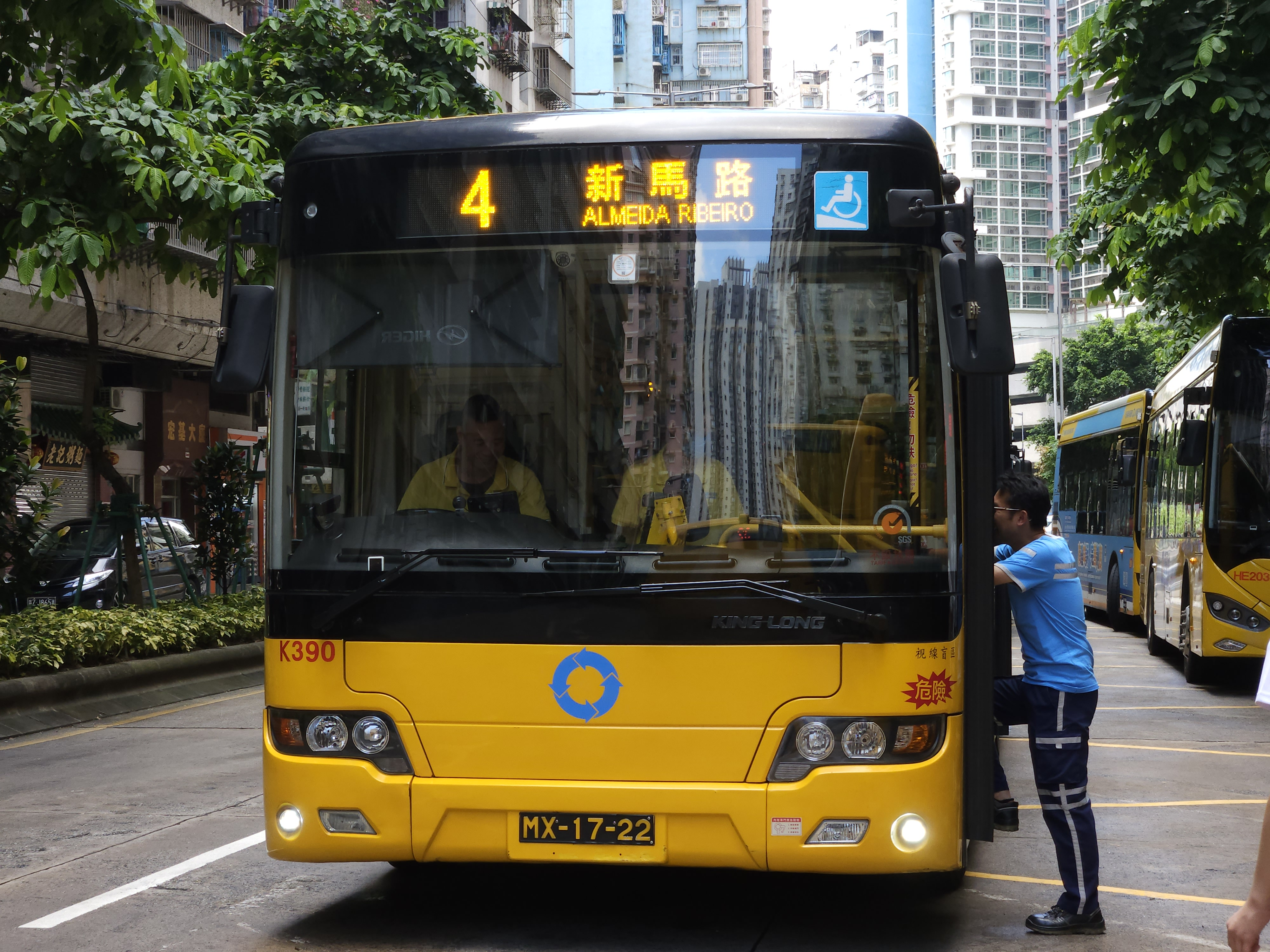
蘇州金龍KLQ6960GQE5
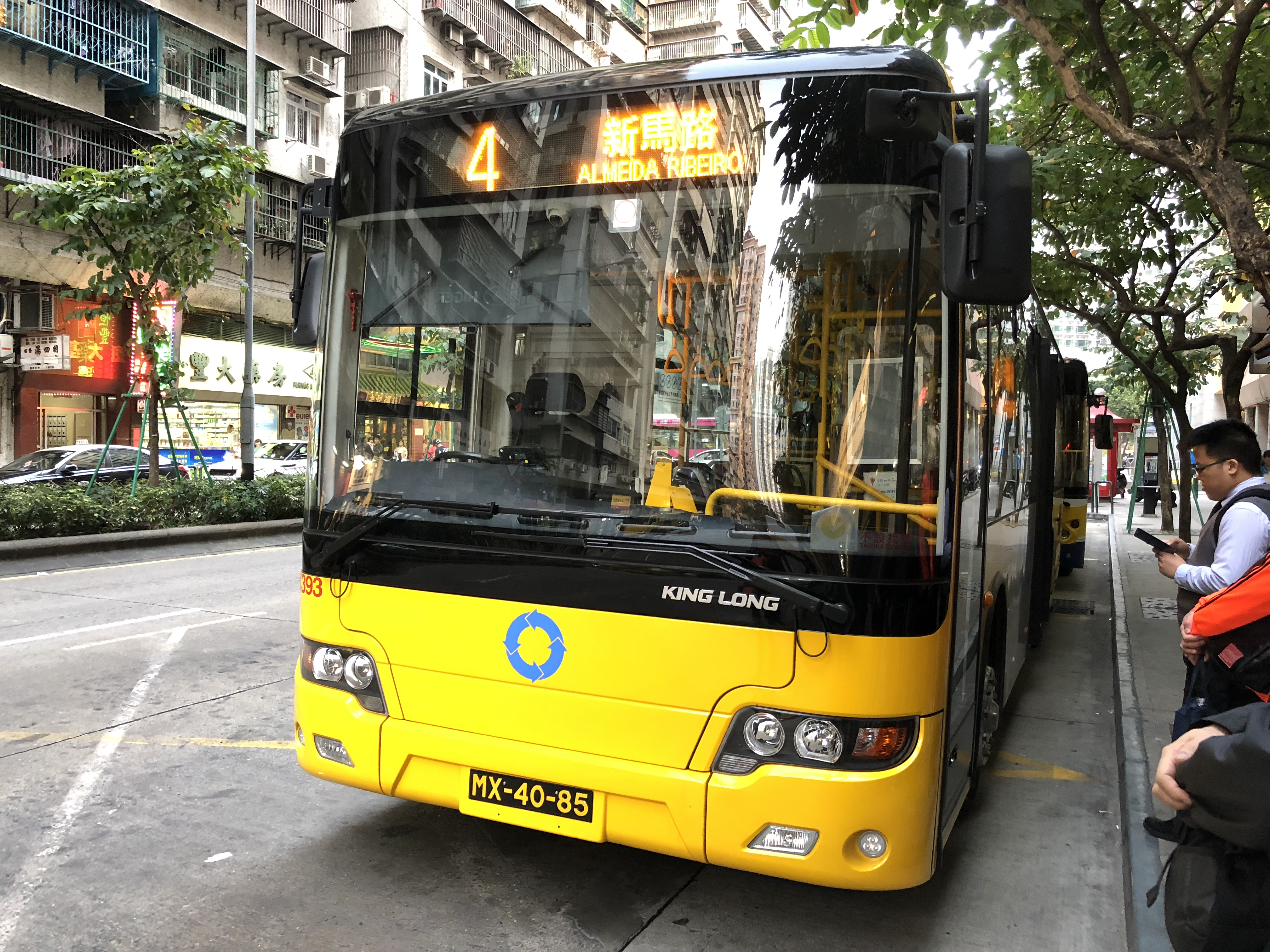
蘇州金龍KLQ6960GQE5
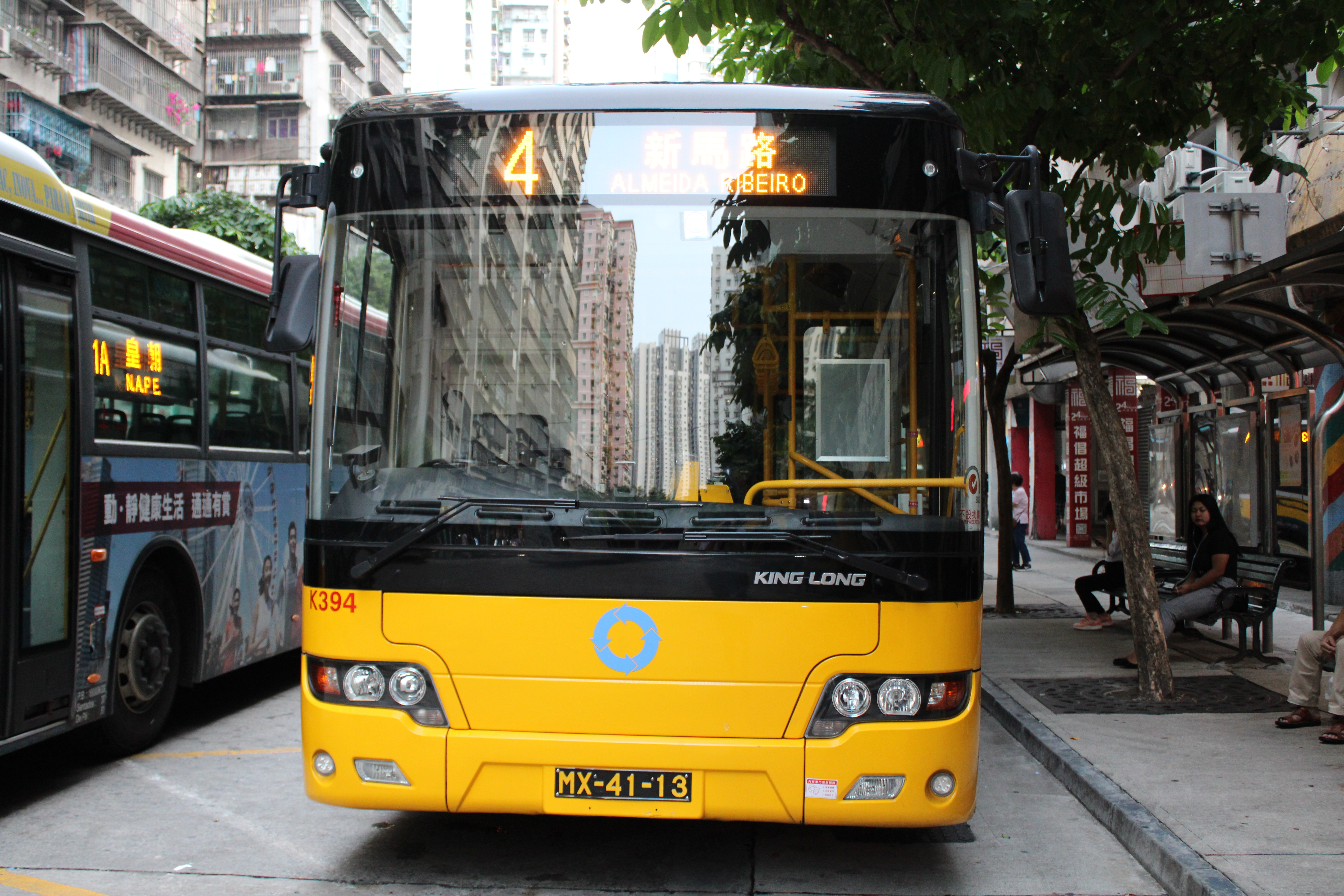
蘇州金龍KLQ6960GQE5
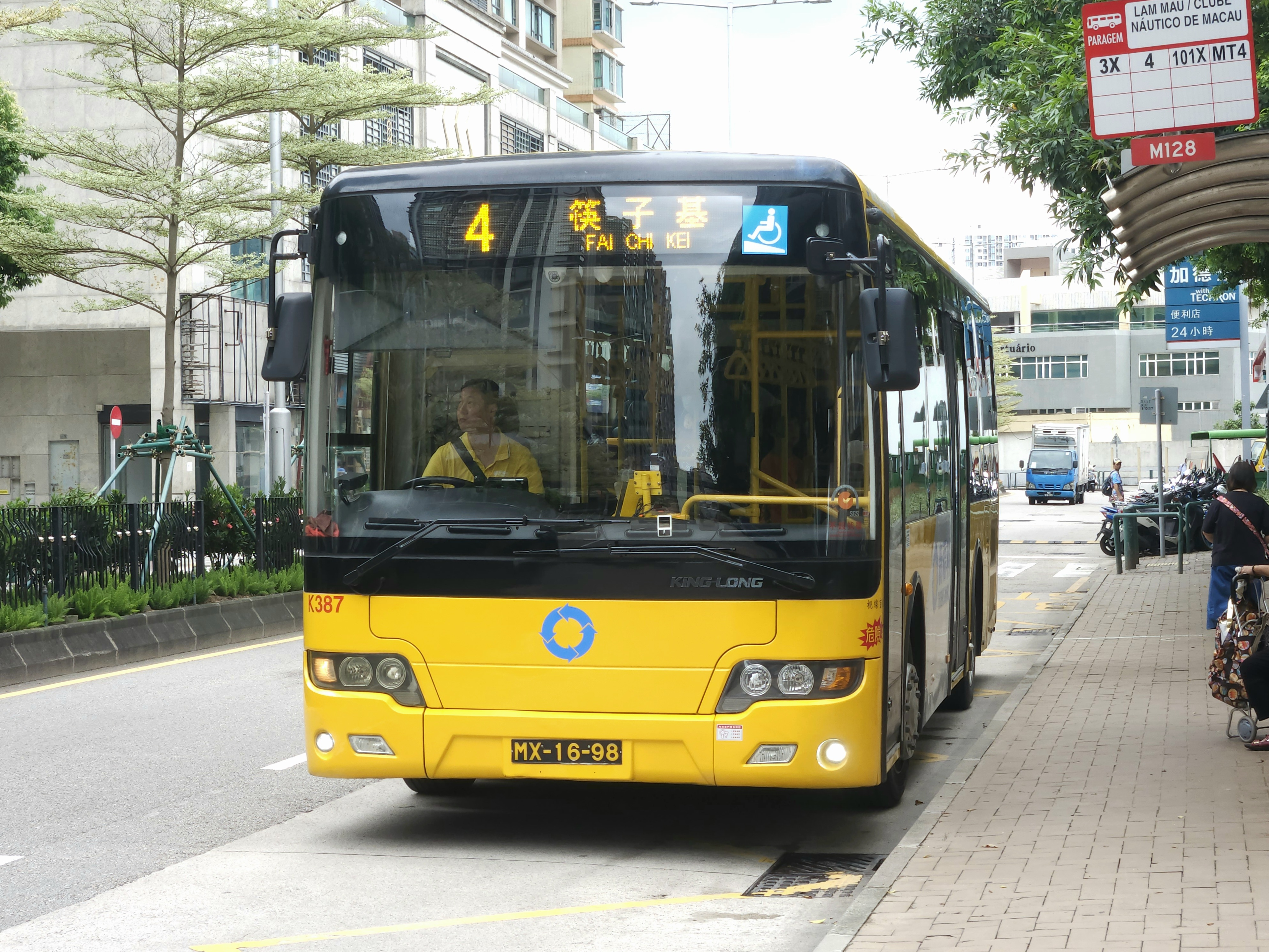
蘇州金龍KLQ6960GQE5
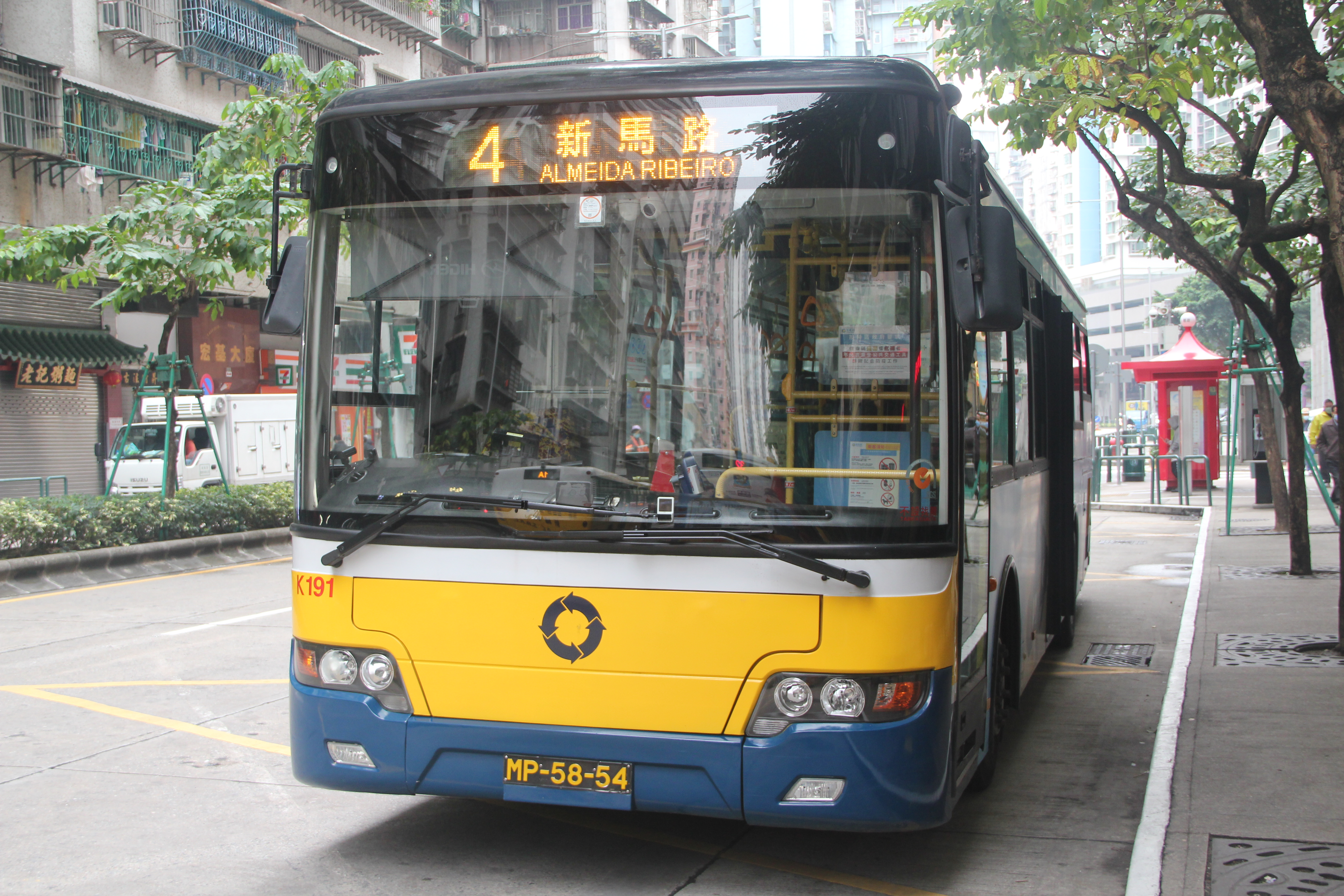
蘇州金龍KLQ6108GQ30
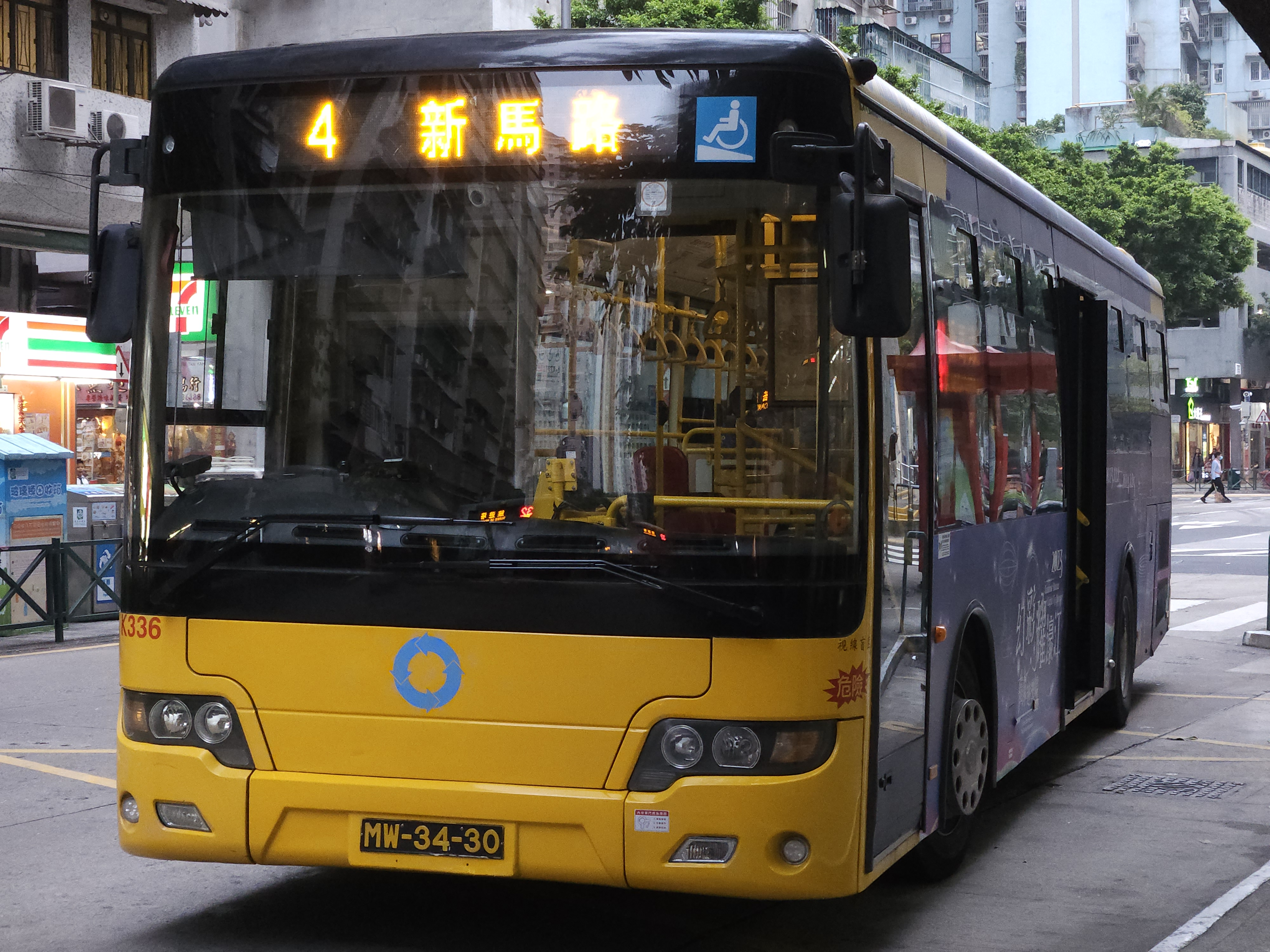
蘇州金龍KLQ6108GQ28E4
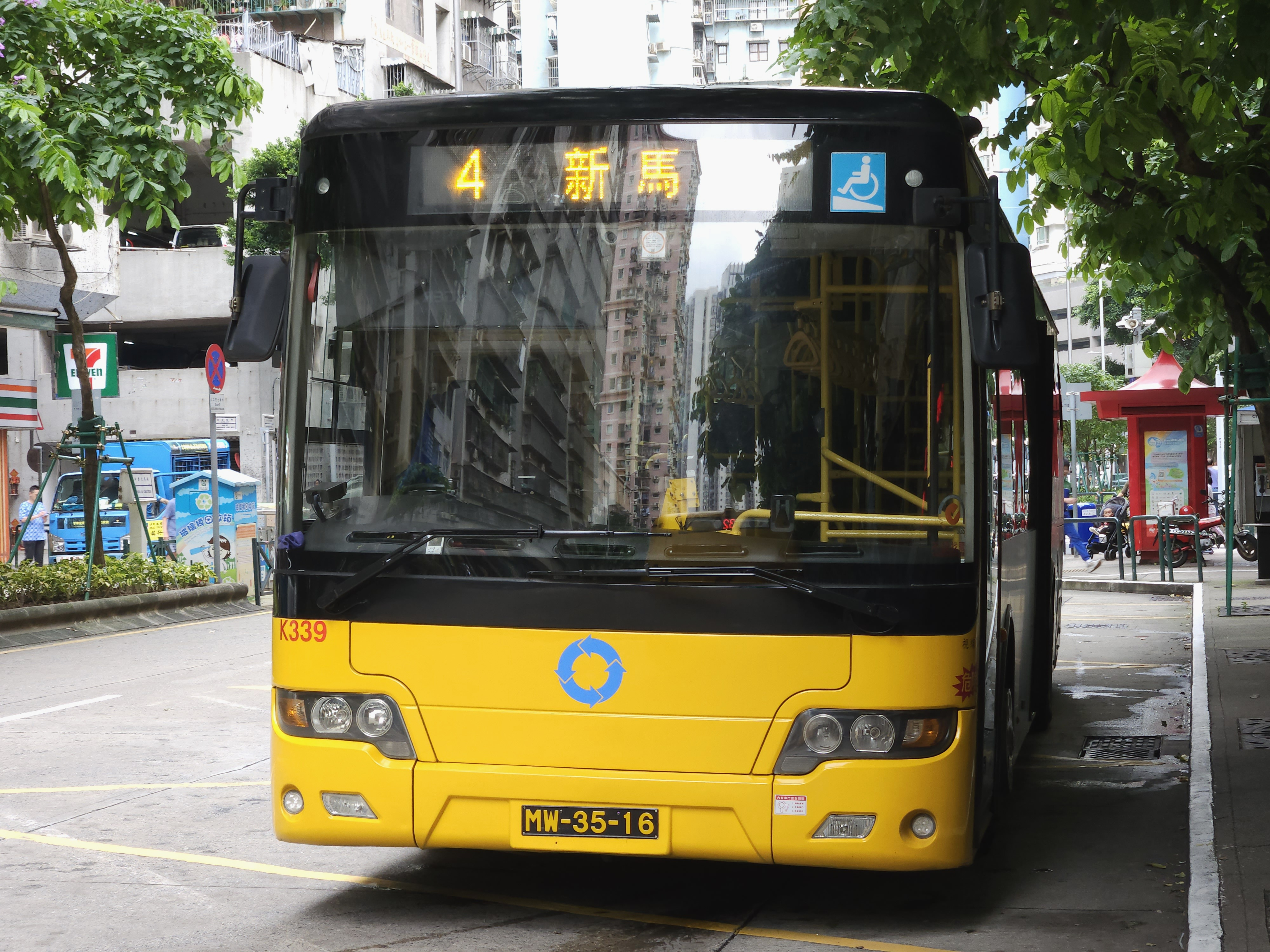
蘇州金龍KLQ6108GQ28E4
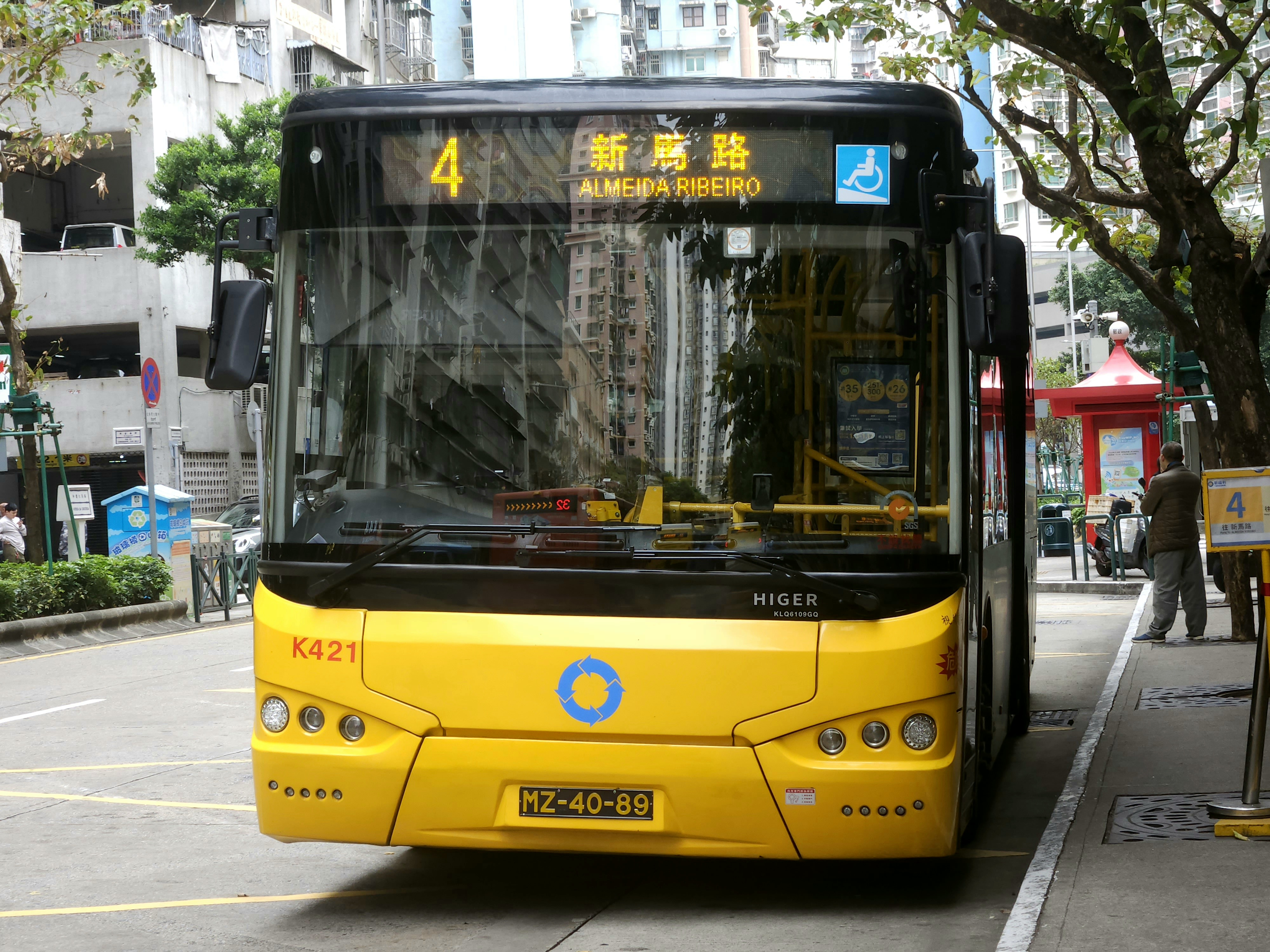
蘇州金龍KLQ6109GQ
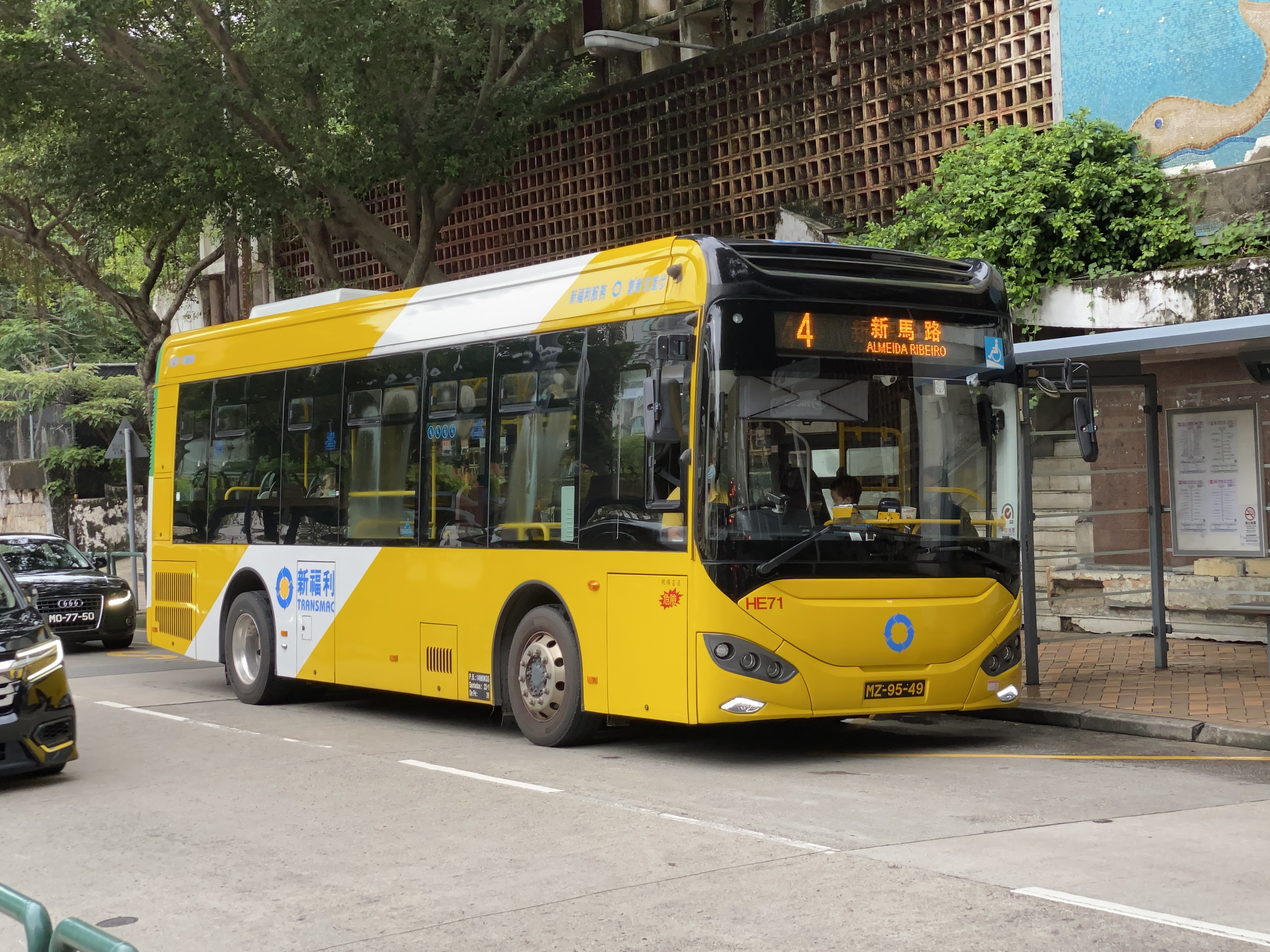
蘇州金龍KLQ6956GHEV
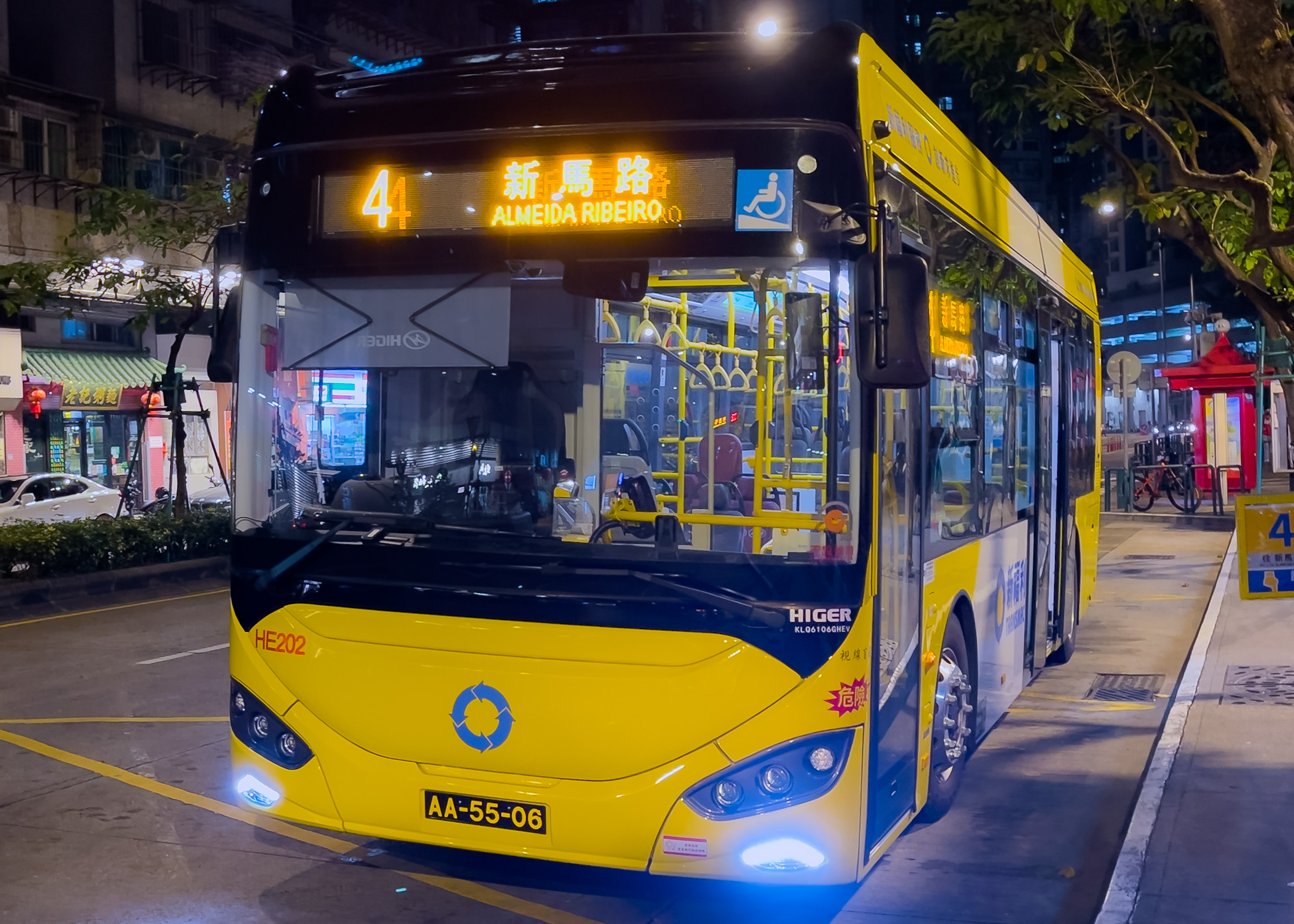
蘇州金龍KLQ6106GHEV
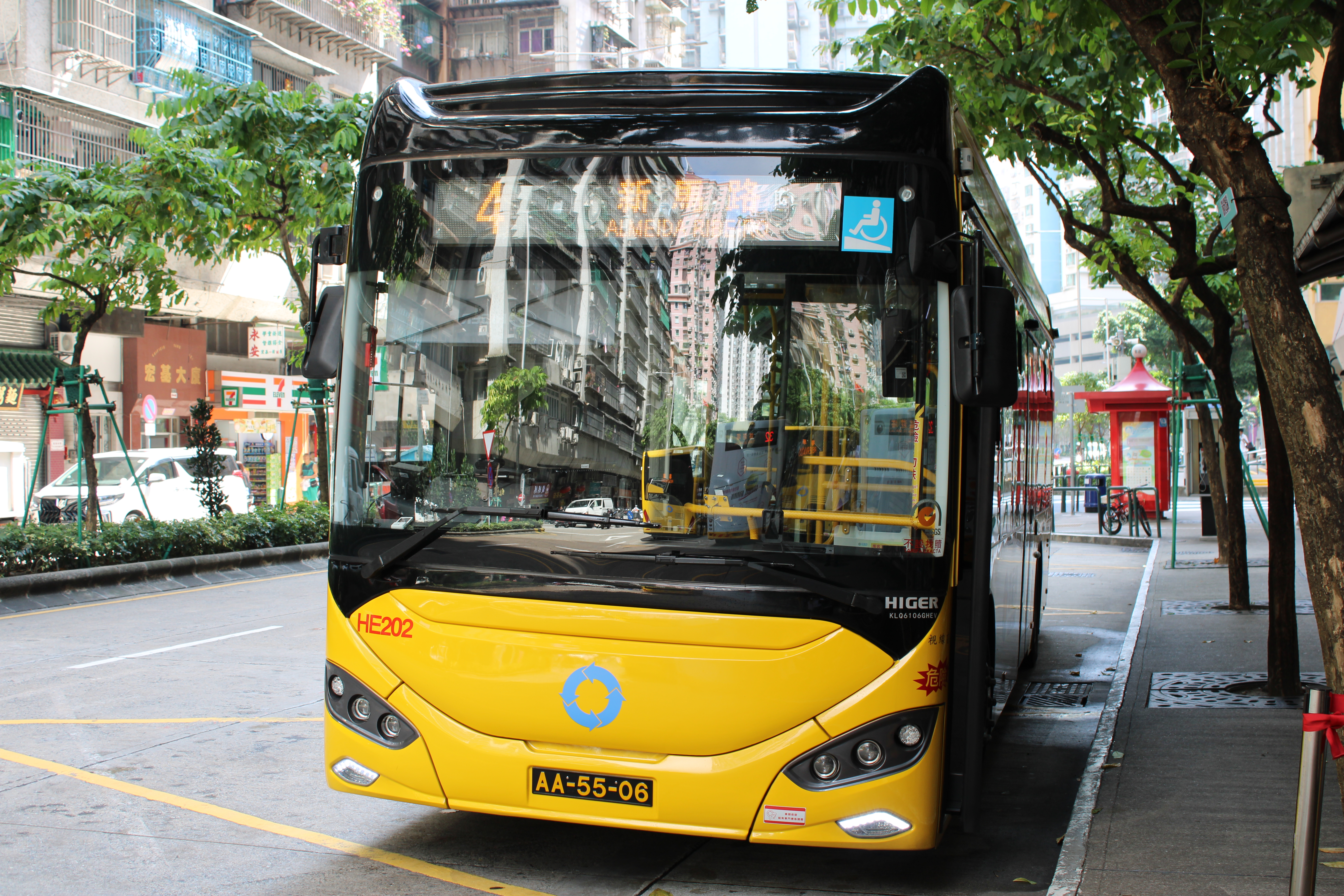
蘇州金龍KLQ6106GHEV
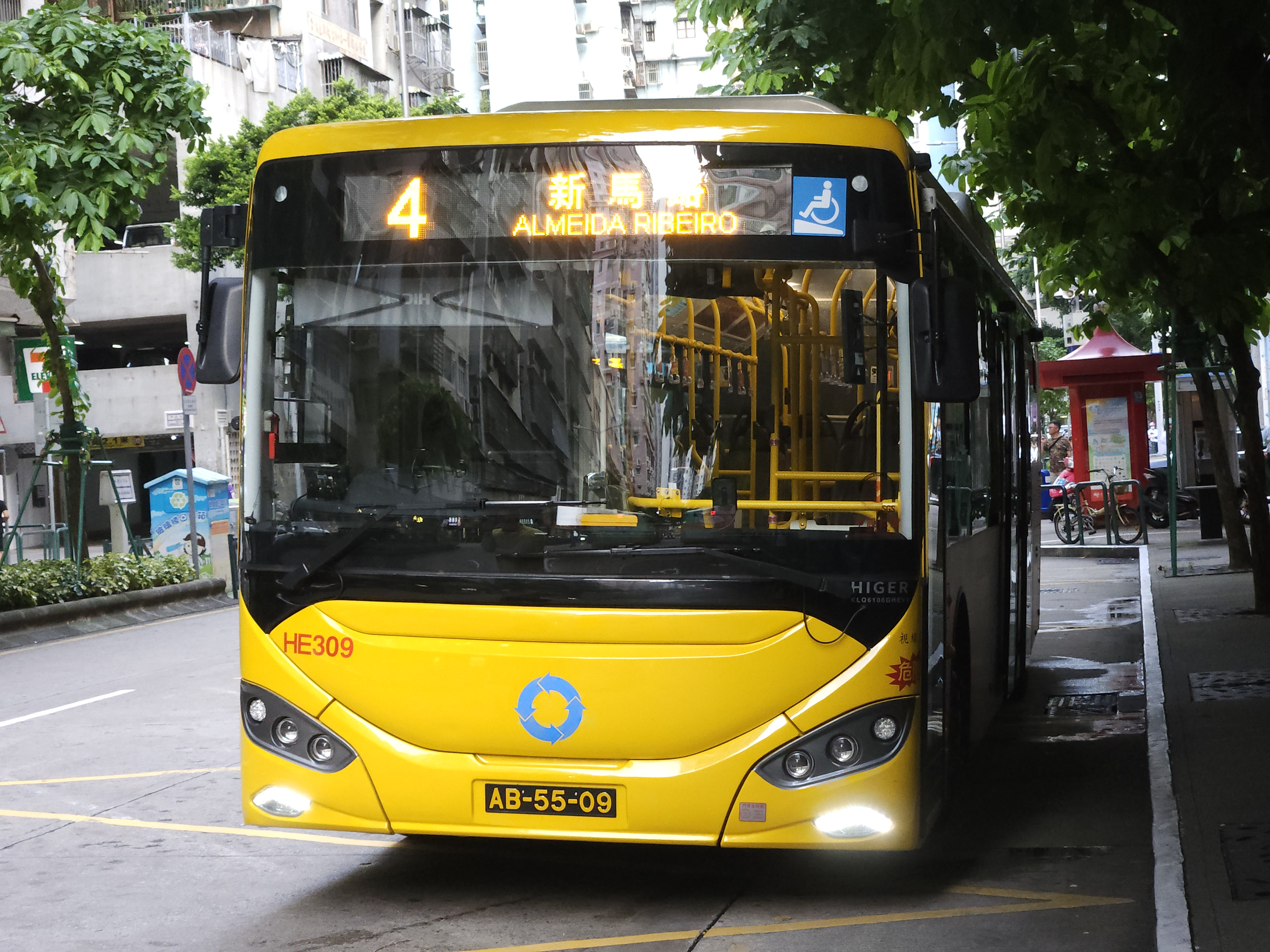
蘇州金龍KLQ6106GHEV1
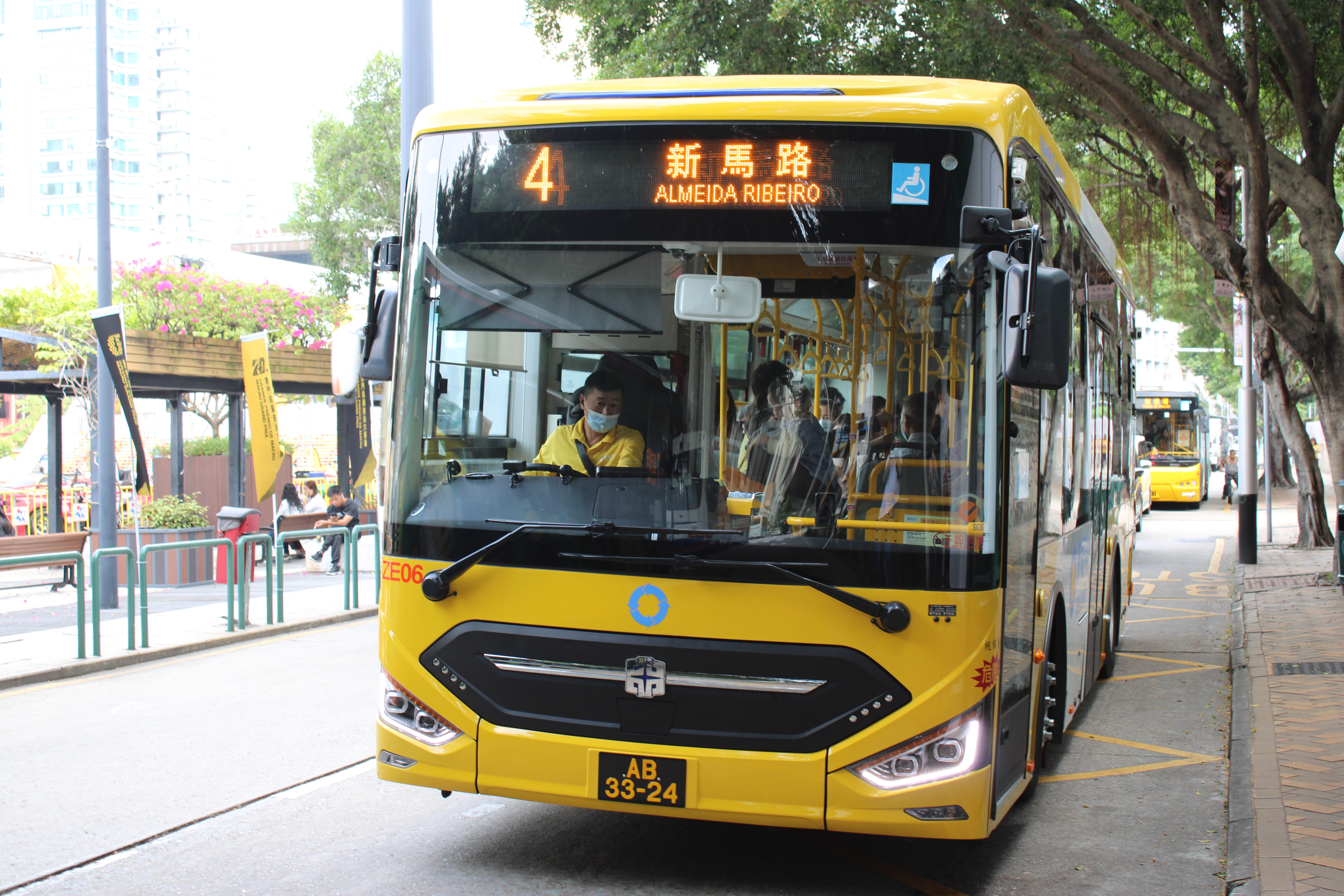
中通LCK6980SHEVG

## 外部連結
- （繁體中文）澳門新福利公共汽車有限公司官方網站 （页面存档备份，存于）